# Лукино (Харовский район)
Лукино — деревня в Харовском районе Вологодской области.
Входит в состав Шапшинского сельского поселения, с точки зрения административно-территориального деления — в Шапшинский сельсовет.
Расстояние по автодороге до районного центра Харовска — 40 км, до центра муниципального образования Шапши — 6 км. Ближайшие населённые пункты — Заречная, Деревенька Кузнечиха, Шапша.
По переписи 2002 года население — 16 человек.